# Parti démocrate - Italie démocrate et progressiste
Parti démocrate - Italie démocrate et progressiste (italien : Partito Democratico – Italia Democratica e Progressista; PD-IDP) est la première liste électorale de la coalition de centre-gauche qui se présente aux élections générales italiennes de 2022. La liste est conduite par le Parti démocrate et comprend également plusieurs petits partis.

## Histoire
En juillet 2022, la coalition de centre-droit était considérée comme favorisée pour remporter une majorité absolue parlementaire en vertu de la loi électorale Rosatellum de 2017, qui a été poussée par le Parti démocrate (PD) sous la direction de Matteo Renzi et a maintenant été rejetée par le parti sous la direction d'Enrico Letta. Certains premiers sondages d'opinion pour les élections générales italiennes de 2022 ont montré que le seul moyen d'éviter une victoire de l'alliance de droite était la formation d'une grande coalition de grandes tentes comprenant le PD, des petits partis de gauche et centristes, et le PD 2019-2021 allié du gouvernement, le Mouvement 5 étoiles (M5S),. Alors que le PD accusait le M5S d'avoir causé la chute du gouvernement de Mario Draghi, une alliance a été exclue des deux côtés,,, malgré une certaine pression de la gauche pour maintenir l'alliance PD-M5S. Ils sont restés des alliés au niveau régional, comme en Ligurie et en Sicile, non sans critiques ni problèmes,.
Le 29 juillet, Letta a annoncé la formation d'une liste commune entre le PD, Article 1er (Art.1), le Parti socialiste italien (PSI), et Démocratie solidaire (DemoS) lors des prochaines élections générales, et a été officiellement fondé le même jour. D'autres partis mineurs se sont joints plus tard,. Début août 2022, Action and Plus d'Europe a conclu un pacte politique avec le PD qui leur aurait donné 3 candidats dans des circonscriptions uninominales pour 7 candidats donnés au PD,. Lorsque le PD a signé un pacte avec l'Alliance des Verts et de la gauche (formée par l'Europe verte et la Gauche italienne) et l'Engagement civique (dirigé par Luigi Di Maio et Bruno Tabacci), Calenda a déclaré qu'il s'éloignait du pacte,,. Cette décision a jeté le doute sur la fédération avec Plus d'Europe, qui a poursuivi son alliance avec le PD,. Les sondages ont montré que l'alliance Action-Italia Viva pourrait coûter aux votes PD-IDP dans certaines circonscriptions compétitives.

## Composition
| Parti | Parti                                      | Idéologie               | Chef                              |
| ----- | ------------------------------------------ | ----------------------- | --------------------------------- |
|       | Parti démocrate (PD)                       | Social-démocratie       | Enrico Letta                      |
|       | Article 1er (Art.1)                        | Social-démocratie       | Roberto Speranza                  |
|       | Parti socialiste italien (PSI)             | Social-démocratie       | Enzo Maraïo                       |
|       | Démocratie Solidaire (DemoS)               | Gauche chrétienne       | Paolo Ciani                       |
|       | Mouvement des républicains européens (MRE) | Social-libéralisme      | Luciana Sbarbati                  |
|       | Volt Italie (Volt)                         | Social-libéralisme      | Gianluca Guerra, Eliana Canavesio |
|       | Brave Emilie-Romagne (ERC)                 | Socialisme démocratique | Elly Schlein                      |
|       | Base Italie (BASE)                         | Libéralisme             | Marco Bentivogli                  |
|       | Centristes pour l'Europe (CpE)             | Démocratie chrétienne   | Pier Ferdinando Casini            |
|       | Avec Emiliano (CE)                         | Régionalisme            | Alessandro Delli Noci             |
|       | Pour les Pouilles (XLP)                    | Régionalisme            | Sébastien Léo                     |
|       | Italie verte (GI)                          | Politique verte         | Annalisa Corrado, Carmin Maturo   |
|       | èViva                                      | Écosocialisme           | Francesco Laforgia                |